# Orientalistyczne Koło Młodych
Orientalistyczne Koło Młodych (w zasadzie: Orjentalistyczne Koło Młodych) – młodzieżowa organizacja międzynarodowa krzewiąca idee prometejskie. Powstała przy Instytucie Wschodnim w Warszawie w 1928 roku. Filie Koła z czasem zostały utworzone także w Krakowie, Wilnie, Lwowie, Poznaniu i mandżurskim Harbinie. Od 1930 roku O. K. M. posiadało własny organ prasowy: kwartalnik "Wschód". Najsłynniejszymi działaczami byli Włodzimierz Bączkowski i Jerzy Giedroyc. W obszarze zainteresowań członków i współpracowników koła leżało ZSRR, ale i Japonia, Indie, Chiny czy Arabia.

## Teksty źródłowe
W 1931 w lokalu Orjentalistycznego Koła Młodych zorganizowano spotkanie z byłym Prezesem Zgromadzenia Narodowego Republiki Krymskej Dżafarem Saydametem. 25 maja 1931 niedawny gość napisał do redakcji organu prasowego O. K. M. krótki list:

Twórcą wielkich chwil historycznych zawsze była niewielka ilościowo, lecz posiadająca ogromną i szczerą wiarę w swój cel, młodzież.
Czasopismo "Wschód", wraz z pracą młodzieży grupującej się wokoło, bez wątpienia pozostawią niezatarty ślad w historii.
Poznać wschód jest rzeczą korzystną zarówno dla samego Wschodu jak i dla Europy, a więc i dla Polski.
Europa posiada zbyt mało literatury o Wschodzie – dlatego każdy krok uczyniony w tym kierunku należy witać z radością.
Z całego serca życzę powodzenia waszemu czasopismu.